# The Purchase Price
The Purchase Price is een Amerikaanse filmkomedie uit 1932 onder regie van William A. Wellman.

## Verhaal
De New Yorkse nachtclubzangeres Joan Gordan vlucht naar Montreal om te ontsnappen aan de crimineel Eddie Fields. Ze trekt daarna naar een prairiestadje en trouwt er met de boer Jim Gilson. Op een dag staat Eddie weer op de stoep.

## Rolverdeling
| Acteur           | Personage     |
| ---------------- | ------------- |
| Barbara Stanwyck | Joan Gordon   |
| George Brent     | Jim Gilson    |
| Lyle Talbot      | Eddie Fields  |
| Hardie Albright  | Don Leslie    |
| David Landau     | Bull McDowell |
| Murray Kinnell   | Forgan        |
| Leila Bennett    | Emily         |